# Artume
Artume de vegades anomenada Artimi, va ser una deessa etrusca, una divinitat que regia els animals i deïtat caçadora d'origen neolític. Era també la deessa de les assemblees humanes i de la virginitat.
Els etruscs la van assimilar més tard amb la deessa grega Àrtemis. També s'identifica amb la Diana romana. Aquesta deessa va ser considerada la fundadora de la ciutat etrusca d'Aritie que avui és la ciutat italiana d'Arezzo.